# Respublika (litauische Zeitung)
Respublika ist eine Tageszeitung in Litauen. Sie wird seit dem 16. September 1989 in Vilnius herausgegeben.
Von 1989 bis 1990 war sie die Tageszeitung von Sąjūdis („Erneuerungsbewegung Litauens“), der politischen Organisation beim friedlichen Kampf zur Wiedererlangung der staatlichen Unabhängigkeit. Seit 1990 ist Respublika eine unabhängige Zeitung.
Von 1991 bis 1996 wurde sie vom Konzern TTL, von 1996 bis 1998 Unternehmen Respublika und seit 1998 wird sie von UAB Respublikos leidiniai. herausgegeben. Seit 1991 gibt es eine Version auch in der russischen Sprache.

## Chefredakteur
- Vitas Tomkus, 1989–2004, seit 2009
- Frederikas Jansonas, 2004
- Raimundas Celencevičius, 2004–2006
- Jaunius Pocius, 2006–2007
- Ramunė Vaičiulytė, 2007–2009